# Makowa
Makowa (deutsch Hohberg) ist eine Ortschaft mit einem Schulzenamt der Gemeinde Fredropol im Powiat Przemyski der Woiwodschaft Karpatenvorland in Polen.

## Geographie
Der Ort liegt im Przemyśler Vorgebirge am Fluss Wiar.

## Geschichte
Der Ort wurde im Jahre 1410 erstmals urkundlich erwähnt, als die orthodoxe Pfarrei dort gegründet wurde. Er wurde nach Walachischem Recht von der Adelsfamilie Rybotcki gegründet. Später wurde er von Władysław II. Jagiełło konfisziert und an die Starostei in Przemyśl angeschlossen.
Bei der Ersten Teilung Polens kam Makowa 1772 zum neuen Königreich Galizien und Lodomerien des habsburgischen Kaiserreichs (ab 1804).

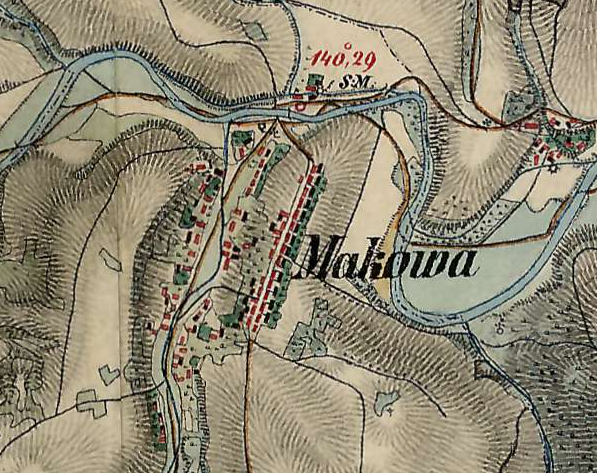
Makowa auf der Franziszeischen Landesaufnahme um die Mitte des 19. Jahrhunderts

In den Jahren 1782 bis 1783 wurden im Zuge der Josephinischen Kolonisation deutsche Kolonisten lutherischer und reformierter Konfession dort angesiedelt. Das Dorf wurde in zwei Teile getrennt: Makowa Rustykalna (ruthenisch) und Makowa Kolonia, auch Hohberg. Eine evangelische Filialgemeinde der Pfarrgemeinde Bandrów wurde dort gegründet. Im Jahre 1868 wurde dort ein gemauertes Bethaus erbaut.
Im Jahre 1900 hatte das Dorf Makowa Rustykalna 67 Häuser mit 455 Einwohnern, davon waren 401 Ruthenischsprachige, 54 Deutschsprachige, 363 griechisch-katholisch, 22 römisch-katholisch, 17 Juden, 53 anderen Glaubens (evangelisch). Das Dorf Makowa Kolonia hatte 37 Häuser mit 265 Einwohnern, davon 257 waren Deutschsprachige, 8 Ruthenischsprachige, 1 römisch-katholisch, 7 griechisch-katholisch, 257 anderen Glaubens (evangelisch).
1918, nach dem Ende des Ersten Weltkriegs und dem Zusammenbruch der k.u.k. Monarchie, kamen beide Gemeinden zu Polen. Im Zweiten Weltkrieg gehörten sie zuerst zur Sowjetunion und ab 1941 zum Generalgouvernement. Der Großteil der Deutschen zog nach Deutschland weg. Das Bethaus wurde abgerissen. Im Juli 1941 wurden von Nazis 15 Juden aus Rybotycze erschossen, ebenso wie weitere 16 Juden im Juli 1942. Die Ukrainer wurden zum größten Teil im Jahre 1946 in die Ukraine gebracht.
Im Jahre 1968 wurde die griechisch-katholische Kirche (1878/1879 erbaut) abgerissen.
Von 1975 bis 1998 gehörte Makowa zur Woiwodschaft Przemyśl.

## Sehenswürdigkeiten
- Überrest des evangelischen Friedhofs